# Большая Медведица II
Большая Медведица II (Ursa Major II, UMa II dSph) — карликовая сфероидальная галактика, спутник Млечного Пути. Открыта Д. Б. Цукером и др. в 2006 году при обработке данных Слоановского цифрового обзора неба.
Это маленькая карликовая галактика с предполагаемыми размерами 250×125 пк, сфероидальная с отношением осей 1:2, с некоторыми признаками иррегулярности. Галактика расположена на расстоянии около 98 тысяч св. лет (30 килопарсек) от Земли и приближается к нам с лучевой скоростью 100 км/с.
Абсолютная величина объекта всего −3,8m. Это соответствует светимости около 4000 L⊙ — меньше, чем у некоторых очень ярких звёзд, таких как Канопус (Альфа Киля), и сопоставимо со светимостью Беллатрикс в созвездии Ориона. Дисперсия скоростей в галактике составляет 6 км/с. Это в предположении вириального равновесия позволяет оценить её массу (около 5 млн M⊙) и отношение масса/светимость, которое оказывается очень велико — около 2000 M⊙/L⊙. Это означает, что тёмная материя в этой галактике доминирует над барионной материей. Однако если вириальное равновесие нарушено начинающимся приливным разрушением, о чём может свидетельствовать наблюдаемое сильное искажение изофот галактики, то её масса может быть переоценена.
Звёздное население UMa II состоит главным образом из старых звёзд, образовавшихся более 10 млрд лет назад. Металличность этих звёзд очень низка: [Fe/H] ≈ −2,44 ± 0,06, то есть содержание металлов в 300 раз меньше солнечного, поскольку газ, из которого они образовывались, ещё не был обогащён тяжёлыми элементами — продуктами звёздного нуклеосинтеза. В настоящее время звездообразование в UMa II отсутствует. Нейтральный водород в межзвёздной среде галактики не обнаружен, верхний предел на его количество составляет лишь около 560 M⊙.
Видимые размеры UMa II на небесной сфере составляют 32 угловые минуты (по длинной оси), что примерно равно угловому диаметру Солнца и Луны.
Существует также карликовая галактика под названием Большая Медведица I, открытая Бэтом Уиллмэном в 2005 году.